# Jakub Strzyczkowski
Jakub Michał Strzyczkowski (Kuba Strzyczkowski; ur. 7 maja 1967) – polski dziennikarz radiowy i telewizyjny, związany dawniej z Programem Trzecim Polskiego Radia i Telewizją Polską, zaś obecnie z Radiem 357.

## Życiorys
Absolwent prawa na Wydziale Prawa i Administracji Uniwersytetu Warszawskiego.
W Programie III Polskiego Radia pracował od 1987 do 2020 roku, początkowo głównie jako reporter, prowadził także Zapraszamy do Trójki. 24 czerwca 1989 roku jako „druh zastępowy" poprowadził 383 wydanie Listy przebojów Programu Trzeciego wraz z Sławomirem Szczęśniakiem. W 1991 roku został stałym prowadzącym programu dla dzieci „Zagadkowa niedziela". W 1993 roku uruchomiona została akcja „Pocztówka do Świętego Mikołaja” (później „Idą Święta”), w ramach której Strzyczkowski od 1995 roku prowadzi licytacje na rzecz Rodzinnych Domów Dziecka, a w 2000 roku napisał słowa do pierwszej „Piosenki przyjaciół karpia”.
Następnie przez wiele lat prowadził popołudniowe wydania Zapraszamy do Trójki (przede wszystkim w piątki) oraz od 2002 do 2020 roku audycję Za, a nawet przeciw. W sierpniu 2020 roku z powodu nadmiaru obowiązków związanych z kierowaniem Programem III zrezygnował z tej drugiej audycji i prowadził jedynie piątkowe ZD3.
25 maja 2020 roku został mianowany dyrektorem i redaktorem naczelnym Programu Trzeciego Polskiego Radia. Za jego kadencji do stacji wróciło wielu dziennikarzy, którzy zrezygnowali z pracy w rozgłośni po anulowaniu 1998 wydania Listy Przebojów Trójki. 20 sierpnia tego samego roku został odwołany przez Zarząd Polskiego Radia „z powodu naruszeń regulaminu i procedur wewnętrznych Spółki oraz przekraczania kompetencji i pełnomocnictw”. Jego odsunięcie ze stanowiska kierownika spotkało się ze zdecydowanym sprzeciwem większości zespołu Trójki i ponownymi odejściami wielu dziennikarzy. Sam Strzyczkowski w październiku poinformował o odejściu ze stacji po trzydziestu trzech latach pracy w rozgłośni.
Dziennikarz znalazł się w grupie inicjatorów powołania radia Radia 357, tworzonego przez część byłych dziennikarzy Trójki. Od 5 stycznia 2021 roku na antenie tej rozgłośni tworzy audycje bliźniacze do tych, które prowadził w Trójce – od poniedziałku do czwartku audycję Co Państwo na to?, a w piątki program Popołudniówka w piątek, wraz z towarzyszącymi akcjami świątecznymi (licytacją i piosenką). 
Poza pracą w radiu współpracował z Telewizją Polską, gdzie prowadził między innymi programy publicystyczne: Z refleksem (wybrane wydania, 2007–2008), Kwadrans po ósmej (2006–2009) i Autografy (2007) oraz informacyjny Teleexpress (1991–1999). Wystąpił w serialach Ekstradycja 2 (1996) w roli dziennikarza na konferencji prasowej Halskiego (odc. 9; nie wystąpił w czołówce) oraz Trzy szalone zera (1999) jako malarz Pantisek (odc. 9).

## Nagrody i odznaczenia
W 2003 został odznaczony Srebrnym Krzyżem Zasługi.
W 2008 otrzymał Złoty Mikrofon. W 2011 Nagrodę im. Krzysztofa Dzierżawskiego za „upowszechnianie idei wolności oraz zdrowego rozsądku”. W 2008 otrzymał tytuł Mistrza Mowy Polskiej Vox Populi. W 2018 roku otrzymał nagrodę rady programowej Polskiego Radia za audycję Za, a nawet przeciw. 

## Życie prywatne
Żonaty. Z zamiłowania żeglarz, w 2012 roku odbył samotny transatlantycki przelot na jachcie „Delphia Trójka", za co otrzymał honorowe wyróżnienie Rejs Roku – Srebrny Sekstant.